# Talleres de Córdoba Rugby Club
O Talleres Rugby Club é um clube de rugby com sede na cidade de Recife, Pernambuco, Brasil.
Fundado no dia 12 de outubro de 2010, disputa competições nas modalidades rugby union e rugby sevens. Filiado à Confederação Brasileira de Rugby,Federacao Nordestina de Rugby (FENERU) e à Federação Pernambucana de Rugby, a equipe foi criada por um argentino, como forma de homenagem ao Clube Atlético Talleres de Córdoba.
Atualmente, disputa campeonatos a nível  regional como a Nordeste Super XV e estadual, como por exemplo o Circuito Pernambucano de Rugby.

## Títulos
- Campeonato Pernambucano de Rugby XV Campeão (2014)
- Campeonato Pernambucano de Rugby 7's Vice-campeão (2013)[carece de fontes?]
- Campeonato Pernambucano de XV 2015,(Campeão)
- Campeonato Pernambucano de Seven s 2015,Campeão.
- Nordeste Seven s 2014,Campeão Prata.
- Nordeste Super XV 2015,Vice Campeão
- Nordeste Ten s 2015,Vice Campeão.